# Dipsadidae
Dipsadidae är en familj i underordningen ormar. Ibland infogas den som underfamilj i familjen snokar.
Arterna är med en längd av 75 till 100 cm, eller sällan 150 cm, små till medelstora ormar. De har varierande utseende beroende på släkte, till exempel lång och smal som i släktet Imantodes eller robust som i släktena svinsnokar (Heterodon) och Xenodon. Individerna i familjen har oftast en färg som utgör ett kamouflage. Hos några släkten förekommer påfallande tvärband i svart, vitt, grönt eller rött.
De flesta familjemedlemmar förekommer i Amerika. Undantaget är släktet Thermophis med arter som lever i sydvästra och södra Kina. Habitatet där arterna lever är beroende på släkte. Födan utgörs av olika ryggradslösa djur och ryggradsdjur. Arterna i släktena Dipsas och Sibon äter till exempel snäckor.

## Släkten
Släkten enligt The Reptile Database:
- Adelphicos
- Alsophis
- Amastridium
- Amnesteophis
- Apostolepis
- Arcanumophis
- Arrhyton
- Atractus
- Baliodryas
- Boiruna
- Borikenophis
- Caaeteboia
- Calamodontophis
- Caraiba
- Carphophis
- Cenaspis
- Cercophis
- Chersodromus
- Clelia
- Coniophanes
- Conophis
- Contia
- Coronelaps
- Crisantophis
- Cryophis
- Cubophis
- Diadophis
- Diaphorolepis
- Dipsas
- Ditaxodon
- Drepanoides
- Echinanthera
- Elapomorphus
- Emmochliophis
- Enuliophis
- Enulius
- Erythrolamprus
- Eutrachelophis
- Farancia
- Geophis
- Gomesophis
- Haitiophis
- Helicops
- Heterodon
- Hydrodynastes
- Hydromorphus
- Hydrops
- Hypsiglena
- Hypsirhynchus
- Ialtris
- Imantodes
- Leptodeira
- Lioheterophis
- Lygophis
- Magliophis
- Manolepis
- Mussurana
- Ninia
- Nothopsis
- Omoadiphas
- Oxyrhopus
- Paraphimophis
- Phalotris
- Philodryas
- Phimophis
- Plesiodipsas
- Pliocercus
- Pseudalsophis
- Pseudoboa
- Pseudoeryx
- Pseudoleptodeira
- Pseudotomodon
- Psomophis
- Ptychophis
- Rhachidelus
- Rhadinaea
- Rhadinella
- Rhadinophanes
- Rodriguesophis
- Saphenophis
- Sibon
- Siphlophis
- Sordellina
- Synophis
- Tachymenis
- Taeniophallus
- Tantalophis
- Thamnodynastes
- Thermophis
- Tomodon
- Tretanorhinus
- Trimetopon
- Tropidodipsas
- Tropidodryas
- Uromacer
- Urotheca
- Xenodon
- Xenopholis

Andra källor listar även släktet Sibynomorphus i familjen som enligt The Reptile Database är synonym med släktet Dipsas.